# Hans Peter Richter
Hans Peter Richter (* 28. April 1925 in Köln; † 19. November 1993 in Mainz) war ein deutscher Schriftsteller, der hauptsächlich Kinder- und Jugendbücher schrieb.

## Leben
Hans Peter Richter, Sohn von Anna Richter, geborene Eckert, und des Versicherungsbeamten Peter Richter, wuchs in Köln auf, wo er ein Gymnasium besuchte. Während des Zweiten Weltkriegs war er von 1942 bis 1945 Soldat und verlor seinen linken Arm. 1948 bis 1952 studierte er 10 Semester Psychologie und Soziologie in Köln, Bonn und Mainz und wurde in Tübingen zum Dr. rer. pol. promoviert. Seit 1952 arbeitete er freiberuflich für verschiedene Rundfunkanstalten und Wirtschaftsunternehmen und begann als Schriftsteller zu arbeiten. Von 1954 bis 1957 befasste er sich mit Hörer- und Industrie-, ab 1957 mit der Rentnerforschung, insbesondere mit dem Thema Frührentner. 1973 erhielt er eine Professur für Wissenschaftsmethoden und Soziologie an der Fachhochschule Darmstadt. Daneben hat er zahlreiche Bücher für Erwachsene, Jugendliche und Kinder geschrieben und herausgegeben. 1965 und 1966 erhielt er für seine Arbeiten jeweils ein Stipendium an der Cité Internationale des Arts in Paris.
Sein erfolgreichstes Buch heißt Damals war es Friedrich. Dieser 1961 erschienene Jugendroman gehört zu den bekanntesten und weitest verbreiteten Büchern zur Judenverfolgung während der Zeit des Nationalsozialismus. Er gehörte viele Jahrzehnte zum Kanon der Schullektüre. Das Buch wurde auf der ganzen Welt über 2 Millionen Mal verkauft, 69 Mal neu aufgelegt (Stand 2020) und in 13 Sprachen übersetzt; zudem wurde es dramatisiert, verfunkt und verfilmt. Richter bekam 1971 in New York für seine Erzählung den Mildred L. Batchelder Award der American Library Association für das beste in Amerika veröffentlichte Jugendbuch eines nicht amerikanischen Autors. Dazu erhielt er 1961 den Sebaldus-Jugendbuchpreis (Jugendbuchpreis des Sebaldus-Verlags) und 1971 in New York den Woodward School Book Award. Der Roman stand außerdem in der Auswahlliste zum Deutschen Jugendliteraturpreis.
Hans Peter Richter war ab 1952 mit Elfriede Richter, geborene Feldmann, verheiratet, hatte vier Kinder (Ulrike, Claudia, Leonore und Gereon) und lebte zuletzt in Mainz, wo er auch starb.

## Auszeichnungen
- 1962 Auswahlliste zum Deutschen Jugendliteraturpreis
- 1972 Mildred L. Batchelder Award
- 1989 Goldenes Taschenbuch des Otto-Maier-Verlages
- 1965 und 1966 Stipendium der Cité Internationale des Arts Paris

## Werke (Auswahl)
als Autor
- Karussell und Luftballon. Vier Geschichten für Kinder. Obpacher Buch- und Kunstverlag, München 1958 (illustriert von Erich Hölle).
- Das Pferd Max. Vier Geschichten für Kinder. Obpacher Buch- und Kunstverlag, München 1959 (illustriert von Erich Hölle).
- Wie Heinz und Inge sich verlaufen haben. Engelbert-Dessart-Verlag (Mainzer Künstler-Bilderbücher), Mainz 1959 (illustriert von Erich Hölle).
- Damals war es Friedrich. Erzählung (= dtv pocket. Band 7800). 59. Auflage. Dtv, München 2010, ISBN 978-3-423-07800-9 (1. Auflage 1961).
- Wir waren dabei. Roman. 8. Auflage. 1984. Weitere Auflage: Arena-Verlag, Würzburg 2010, ISBN 978-3-401-02751-7 (Erste Auflage 1962).
- Die Zeit der jungen Soldaten. Bericht (= dtv pocket. Band 7831). Dtv, München 1983, ISBN 3-423-07831-6 (Erste Auflage 1967; 4. Auflage 1984).
- Jagd auf Gereon. 1967. Sachbuch.
- Ich war kein braves Kind. Erzählung. 3. Auflage 1979.
- Mohammed (Reihe Große Gestalten). Engelbert, Balve 1974, ISBN 3-536-00381-8.
- Saint-Just und die Französische Revolution (Reihe Große Gestalten). Engelbert, Balve 1975, ISBN 3-536-00414-8.
- 24 Weihnachtswünsche. Erzählung. 1975.
- Gott – was ist das? 1980.
- Gut und Böse. 1980.
- Wissenschaft von der Wissenschaft. 1981.
- Wenn er groß wird – was dann? Erzählung. 1982.

als Herausgeber
- … der jungen Leser wegen – Tatsachen/Meinungen/Vorschläge. 1965.
- Mutter. Erzählungen. 3. Auflage. 1974.
- Schriftsteller antworten jungen Menschen auf die Frage: Wozu leben wir? 1968.
- Schriftsteller erzählen aus aller Welt. 1976.
- Schriftsteller erzählen von der Gerechtigkeit. Engelbert-Verlag, Balve 1977, ISBN 3-536-00443-1.
- Schriftsteller erzählen von der Gewalt. 2. Auflage. Engelbert-Verlag, Balve 1976, ISBN 3-536-00419-9.
- Schriftsteller erzählen von ihrer Mutter. Engelbert-Verlag, Balve 1974, ISBN 3-536-00393-1.